# Crambe pritzelii
Crambe pritzelii är en korsblommig växtart som beskrevs av Carl August Bolle. Crambe pritzelii ingår i släktet krambar, och familjen korsblommiga växter. IUCN kategoriserar arten globalt som starkt hotad. Inga underarter finns listade i Catalogue of Life.